# Єврокубок ФІБА 2017—2018
Єврокубок ФІБА 2017—2018 — третій сезон турніру, організованого ФІБА. Розпочався 20 вересня 2017 кваліфікацією і завершився 2 травня 2018. Переможцем турніру вперше став італійський клуб «Венеція».

## Зміни формату
Кількість учасників регулярного сезону зменшено до 32 (22 команди, що програли у кваліфікації Ліги чемпіонів та 10, що пройшли кваліфікаційні раунди), розділених на 2 конференції, в кожній з яких — 4 групи по чотири команди.Дві найкращих команди потраплять до другого раунду, де будуть розділені на 4 групи по чотири. До плей-оф потрапляє 2 найкращих команди з кожної групи та 8 з регулярного сезону Ліги чемпіонів ФІБА.

## Розклад матчів і жеребкувань
| Фаза             | Раунд                        | Жеребкування   | Перший матч       | Матч-відповідь    |
| ---------------- | ---------------------------- | -------------- | ----------------- | ----------------- |
| Кваліфікація     | Перший кваліфікаційний раунд | 3 серпня 2017  | 20 вересня 2017   | 27 вересня 2017   |
| Кваліфікація     | Другий кваліфікаційний раунд | 3 серпня 2017  | 4 жовтня 2017     | 11 жовтня 2017    |
| Регулярний сезон | 1 тур                        | 3 серпня 2017  | 18 жовтня 2017    | 18 жовтня 2017    |
| Регулярний сезон | 2 тур                        | 3 серпня 2017  | 25 жовтня 2017    | 25 жовтня 2017    |
| Регулярний сезон | 3 тур                        | 3 серпня 2017  | 1 листопада 2017  | 1 листопада 2017  |
| Регулярний сезон | 4 тур                        | 3 серпня 2017  | 8 листопада 2017  | 8 листопада 2017  |
| Регулярний сезон | 5 тур                        | 3 серпня 2017  | 15 листопада 2017 | 15 листопада 2017 |
| Регулярний сезон | 6 тур                        | 3 серпня 2017  | 6 грудня 2017     | 6 грудня 2017     |
| Другий раунд     |                              | 3 серпня 2017  |                   |                   |
| 1 тур            | 20 грудня 2017               | 20 грудня 2017 |                   |                   |
| 2 тур            | 10 січня 2017                | 10 січня 2017  |                   |                   |
| 3 тур            | 17 січня 2017                | 17 січня 2017  |                   |                   |
| 4 тур            | 24 січня 2018                | 24 січня 2018  |                   |                   |
| 5 тур            | 31 січня 2018                | 31 січня 2018  |                   |                   |
| 6 тур            | 7 лютого 2018                | 7 лютого 2018  |                   |                   |
| Плей-оф          | 1/8 фіналу                   | 8 лютого 2018  | 7 березня 2018    | 14 березня 2018   |
| Плей-оф          | 1/4 фіналу                   | 8 лютого 2018  | 21 березня 2018   | 28 березня 2018   |
| Плей-оф          | Півфінал                     | 8 лютого 2018  | 11 квітня 2018    | 18 квітня 2018    |
| Плей-оф          | Фінал                        | 8 лютого 2018  | 25 квітня 2018    | 2 травня 2018     |

## Кваліфікація
Жеребкування пройшло 3 серпня 2017 у штаб-квартирі ФІБА у Мюнхені.

### Перший кваліфікаційний раунд
20 команд зіграли в цьому раунді. Перші матчі пройшли 20 вересня, другі — 27 вересня 2017.
| Команда 1        | Заг.    | Команда 2          | 1-й матч | 2-й матч |
| ---------------- | ------- | ------------------ | -------- | -------- |
| Балкан Ботевград | 152–151 | Орадя              | 82–66    | 70–85    |
| Сольнокі Олой    | 176–175 | Трабзонспор        | 108–98   | 68–77    |
| Бююкчекмедже     | 171–156 | Дніпро             | 88–89    | 83–67    |
| Бурос            | 133–163 | Керменд            | 61–78    | 72–85    |
| Сібіу            | 142–156 | Пардубице          | 78–79    | 64–77    |
| КР               | 138–172 | Монс-Ено           | 67–88    | 71–84    |
| Бней Герцлія     | 148–139 | Сталь              | 84–74    | 64–65    |
| Невежіс          | 167–143 | Рильські Спортліст | 76–81    | 91–62    |
| Парма            | 183–136 | Работнічкі         | 88–63    | 95–73    |
| С.Олівер         | 138–140 | Істанбул           | 62–75    | 76–65    |

### Другий кваліфікаційний раунд
20 команд зіграли у другому кваліфікаційному раунді: 10, що розпочинали з нього і 10 переможців першого кваліфікаційного. Перші матчі відбулися 4 жовтня, матчі-відповіді — 11 жовтня 2017.
| Команда 1        | Заг.    | Команда 2  | 1-й матч | 2-й матч |
| ---------------- | ------- | ---------- | -------- | -------- |
| Керменд          | 164–147 | Стяуа      | 91–75    | 73–72    |
| Бней Герцлія     | 150–151 | Порто      | 65–68    | 85–83    |
| Балкан Ботевград | 169–180 | Сомбатгей  | 95–96    | 74–84    |
| Сольнокі Олой    | 159–138 | Седертельє | 86–63    | 73–75    |
| Істанбул         | 165–158 | Хімік      | 89–90    | 76–68    |
| Парма            | 129–148 | Ле-Портель | 74–74    | 55–74    |
| Невежіс          | 156–145 | АЕК        | 90–60    | 66–85    |
| Монс-Ено         | 167–135 | Берое      | 88–69    | 79–66    |
| Бююкчекмедже     | 160–146 | Тарту      | 87–78    | 73–68    |
| Пардубице        | 141–180 | Спіру      | 75–92    | 66–88    |

За підсумками другого кваліфікаційного раунду до регулярного сезону пройшли: «Бней Герцлія» (Ізраїль), «Хімік» (Україна) та «Балкан Ботевград» (Болгарія).

## Регулярний сезон
Жеребкування пройшло 3 серпня 2017 у штаб-квартирі ФІБА у Мюнхені. 32 команди зіграли в 8 групах по чотири клуби. 
У регулярному сезоні зіграють 10 переможців 2 кваліфікаційного раунду та 22 команди, що програли у кваліфікаційних раундах Ліги чемпіонів.
До 1/8 виходять переможці та другі місця кожної групи.
Розклад матчів: 18 жовтня, 25 жовтня, 1 листопада, 8 листопада, 15 листопада та 6 грудня 2017.

### Група А
| Поз | Команда    | І | В | П | ОЗ  | ОП  | РГ   | О  | Кваліфікація         |       | ПОР   | ДОН   | АНТ   | БОС    |
| --- | ---------- | - | - | - | --- | --- | ---- | -- | -------------------- | ----- | ----- | ----- | ----- | ------ |
| 1   | Ле-Портель | 6 | 5 | 1 | 486 | 392 | +94  | 11 | Вихід до 2-го раунду |       | —     | 60–49 | 94–79 | 101–51 |
| 2   | Донар      | 6 | 4 | 2 | 453 | 391 | +62  | 10 | Вихід до 2-го раунду |       | 77–72 | —     | 84–82 | 94–56  |
| 3   | Антверп    | 6 | 3 | 3 | 484 | 489 | −5   | 9  |                      |       | 70–73 | 78–77 | —     | 84–77  |
| 4   | Босна Роял | 6 | 0 | 6 | 377 | 528 | −151 | 6  |                      | 66–86 | 43–72 | 84–91 | —     |        |

### Група В
| Поз | Команда      | І | В | П | ОЗ  | ОП  | РГ   | О  | Кваліфікація         |       | НЕВ    | БАК   | АВТ   | БЕН    |
| --- | ------------ | - | - | - | --- | --- | ---- | -- | -------------------- | ----- | ------ | ----- | ----- | ------ |
| 1   | Невежіс      | 6 | 4 | 2 | 508 | 464 | +44  | 10 | Вихід до 2-го раунду |       | —      | 71–86 | 84–83 | 94–68  |
| 2   | Баккен Беарс | 6 | 4 | 2 | 523 | 493 | +30  | 10 | Вихід до 2-го раунду |       | 64–90  | —     | 97–85 | 95–76  |
| 3   | Автодор      | 6 | 3 | 3 | 526 | 497 | +29  | 9  |                      |       | 75–86  | 76–73 | —     | 110–71 |
| 4   | Бенфіка      | 6 | 1 | 5 | 484 | 587 | −103 | 7  |                      | 88–83 | 95–108 | 86–97 | —     |        |

### Група C
| Поз | Команда    | І | В | П | ОЗ  | ОП  | РГ  | О  | Кваліфікація         |       | МОР   | КАТ   | ПОР   | КАП   |
| --- | ---------- | - | - | - | --- | --- | --- | -- | -------------------- | ----- | ----- | ----- | ----- | ----- |
| 1   | Морнар Бар | 6 | 4 | 2 | 437 | 417 | +20 | 10 | Вихід до 2-го раунду |       | —     | 76–71 | 81–70 | 74–58 |
| 2   | Катая      | 6 | 4 | 2 | 499 | 481 | +18 | 10 | Вихід до 2-го раунду |       | 81–76 | —     | 88–84 | 83–87 |
| 3   | Порто      | 6 | 3 | 3 | 464 | 459 | +5  | 9  |                      |       | 68–55 | 86–90 | —     | 85–84 |
| 4   | Капфенберг | 6 | 1 | 5 | 431 | 474 | −43 | 7  |                      | 69–75 | 72–86 | 61–71 | —     |       |

### Група D
| Поз | Команда          | І | В | П | ОЗ  | ОП  | РГ  | О  | Кваліфікація         |       | КРА   | КРМ   | БРЮ   | БАЛ   |
| --- | ---------------- | - | - | - | --- | --- | --- | -- | -------------------- | ----- | ----- | ----- | ----- | ----- |
| 1   | Керавнос         | 6 | 5 | 1 | 497 | 437 | +60 | 11 | Вихід до 2-го раунду |       | —     | 75–65 | 90–77 | 88–69 |
| 2   | Керменд          | 6 | 4 | 2 | 470 | 483 | −13 | 10 | Вихід до 2-го раунду |       | 93–92 | —     | 74–61 | 90–86 |
| 3   | Брюссель         | 6 | 2 | 4 | 447 | 463 | −16 | 8  |                      |       | 58–68 | 86–64 | —     | 81–78 |
| 4   | Балкан Ботевград | 6 | 1 | 5 | 480 | 511 | −31 | 7  |                      | 75–84 | 83–84 | 89–84 | —     |       |

### Група E
| Поз | Команда         | І | В | П | ОЗ  | ОП  | РГ  | О  | Кваліфікація         |       | УНІ   | ІСТ   | ЛУК   | ДИН   |
| --- | --------------- | - | - | - | --- | --- | --- | -- | -------------------- | ----- | ----- | ----- | ----- | ----- |
| 1   | Університатя    | 6 | 5 | 1 | 527 | 451 | +76 | 11 | Вихід до 2-го раунду |       | —     | 90–69 | 83–70 | 97–74 |
| 2   | Істанбул        | 6 | 5 | 1 | 491 | 439 | +52 | 11 | Вихід до 2-го раунду |       | 92–82 | —     | 81–69 | 72–52 |
| 3   | Лукойл Академік | 6 | 2 | 4 | 433 | 465 | −32 | 8  |                      |       | 73–88 | 76–80 | —     | 73–70 |
| 4   | Динамо Тбілісі  | 6 | 0 | 6 | 402 | 498 | −96 | 6  |                      | 73–87 | 70–97 | 63–72 | —     |       |

### Група F
| Поз | Команда        | І | В | П | ОЗ  | ОП  | РГ  | О  | Кваліфікація         |       | ЦМО   | АЛБ   | СПІ   | БНЕ   |
| --- | -------------- | - | - | - | --- | --- | --- | -- | -------------------- | ----- | ----- | ----- | ----- | ----- |
| 1   | Цмокі-Мінськ   | 6 | 4 | 2 | 461 | 439 | +22 | 10 | Вихід до 2-го раунду |       | —     | 87–82 | 76–78 | 83–65 |
| 2   | Альба Фехервар | 6 | 3 | 3 | 456 | 436 | +20 | 9  | Вихід до 2-го раунду |       | 73–64 | —     | 60–72 | 74–93 |
| 3   | Спіру          | 6 | 3 | 3 | 429 | 441 | −12 | 9  |                      |       | 78–82 | 52–74 | —     | 66–62 |
| 4   | Бней Герцлія   | 6 | 2 | 4 | 438 | 468 | −30 | 8  |                      | 63–69 | 68–93 | 87–83 | —     |       |

### Група G
| Поз | Команда      | І | В | П | ОЗ  | ОП  | РГ  | О  | Кваліфікація         |       | БЮЮ   | МОН   | ПРИ   | ХІМ   |
| --- | ------------ | - | - | - | --- | --- | --- | -- | -------------------- | ----- | ----- | ----- | ----- | ----- |
| 1   | Бююкчекмедже | 6 | 5 | 1 | 478 | 409 | +69 | 11 | Вихід до 2-го раунду |       | —     | 79–84 | 86–59 | 80–76 |
| 2   | Монс-Ено     | 6 | 3 | 3 | 445 | 420 | +25 | 9  | Вихід до 2-го раунду |       | 64–69 | —     | 72–74 | 75–51 |
| 3   | Приштина     | 6 | 3 | 3 | 422 | 441 | −19 | 9  |                      |       | 66–84 | 69–75 | —     | 76–65 |
| 4   | Хімік        | 6 | 1 | 5 | 389 | 464 | −75 | 7  |                      | 60–80 | 78–75 | 59–78 | —     |       |

### Група H
| Поз | Команда         | І | В | П | ОЗ  | ОП  | РГ   | О  | Кваліфікація         |        | НИЖ   | СОЛ    | СОМ   | КАР    |
| --- | --------------- | - | - | - | --- | --- | ---- | -- | -------------------- | ------ | ----- | ------ | ----- | ------ |
| 1   | Нижній Новгород | 6 | 5 | 1 | 523 | 475 | +48  | 11 | Вихід до 2-го раунду |        | —     | 78–70  | 94–92 | 95–70  |
| 2   | Сольнокі Олой   | 6 | 4 | 2 | 515 | 458 | +57  | 10 | Вихід до 2-го раунду |        | 97–71 | —      | 89–79 | 94–73  |
| 3   | Сомбатгей       | 6 | 3 | 3 | 546 | 471 | +75  | 9  |                      |        | 79–84 | 84–74  | —     | 108–87 |
| 4   | Карпош Соколи   | 6 | 0 | 6 | 413 | 593 | −180 | 6  |                      | 67–101 | 73–91 | 43–104 | —     |        |

## Другий раунд
16 команд розділили на 4 групи по чотири клуби. Переможці груп та клуби, що посіли другі місця в групах, а також два клуби, що мають найкращі показники серед третіх місць виходять до 1/8 фіналу.
Розклад матчів: 20 грудня 2017, 10 січня, 17 січня, 24 січня, 31 січня та 7 лютого 2018.

### Група I
| Поз | Команда         | І | В | П | ОЗ  | ОП  | РГ  | О  | Кваліфікація        |       | ПОР   | НИЖ   | ІСТ    | КАТ   |
| --- | --------------- | - | - | - | --- | --- | --- | -- | ------------------- | ----- | ----- | ----- | ------ | ----- |
| 1   | Ле-Портель      | 6 | 6 | 0 | 496 | 403 | +93 | 12 | Вихід до 1/8 фіналу |       | —     | 79–72 | 86–49  | 90–68 |
| 2   | Нижній Новгород | 6 | 3 | 3 | 491 | 478 | +13 | 9  | Вихід до 1/8 фіналу |       | 57–76 | —     | 110–86 | 84–75 |
| 3   | Істанбул        | 6 | 3 | 3 | 469 | 523 | −54 | 9  |                     |       | 80–83 | 82–79 | —      | 85–83 |
| 4   | Катая           | 6 | 0 | 6 | 465 | 517 | −52 | 6  |                     | 77–82 | 80–89 | 82–87 | —      |       |

### Група J
| Поз | Команда        | І | В | П | ОЗ  | ОП  | РГ  | О  | Кваліфікація        |       | АЛБ   | КЕР   | НЕВ   | БЮЮ   |
| --- | -------------- | - | - | - | --- | --- | --- | -- | ------------------- | ----- | ----- | ----- | ----- | ----- |
| 1   | Альба Фехервар | 6 | 5 | 1 | 500 | 462 | +38 | 11 | Вихід до 1/8 фіналу |       | —     | 88–68 | 88–80 | 74–72 |
| 2   | Керменд        | 6 | 3 | 3 | 461 | 483 | −22 | 9  | Вихід до 1/8 фіналу |       | 77–85 | —     | 85–79 | 73–71 |
| 3   | Невежіс        | 6 | 2 | 4 | 495 | 501 | −6  | 8  |                     |       | 90–87 | 81–86 | —     | 75–78 |
| 4   | Бююкчекмедже   | 6 | 2 | 4 | 452 | 462 | −10 | 8  |                     | 75–78 | 79–72 | 77–90 | —     |       |

### Група K
| Поз | Команда       | І | В | П | ОЗ  | ОП  | РГ  | О  | Кваліфікація        |  | БАК   | ЦМО   | МОР   | СОЛ    |
| --- | ------------- | - | - | - | --- | --- | --- | -- | ------------------- |  | ----- | ----- | ----- | ------ |
| 1   | Баккен Беарс  | 6 | 4 | 2 | 509 | 536 | −27 | 10 | Вихід до 1/8 фіналу |  | —     | 75–96 | 93–92 | 100–96 |
| 2   | Цмокі-Мінськ  | 6 | 3 | 3 | 472 | 429 | +43 | 9  | Вихід до 1/8 фіналу |  | 85–86 | —     | 84–45 | 86–61  |
| 3   | Морнар Бар    | 6 | 3 | 3 | 461 | 497 | −36 | 9  | Вихід до 1/8 фіналу |  | 76–87 | 83–76 | —     | 73–68  |
| 4   | Сольнокі Олой | 6 | 2 | 4 | 484 | 464 | +20 | 8  |                     |  | 91–68 | 79–45 | 89–92 | —      |

### Група L
| Поз | Команда      | І | В | П | ГЗ  | ГП  | РГ  | О  | Кваліфікація        |  | ДОН   | УНІ   | КЕР    | МОН   |
| --- | ------------ | - | - | - | --- | --- | --- | -- | ------------------- |  | ----- | ----- | ------ | ----- |
| 1   | Донар        | 6 | 4 | 2 | 511 | 444 | +67 | 10 | Вихід до 1/8 фіналу |  | —     | 92–72 | 109–69 | 96–72 |
| 2   | Університатя | 6 | 3 | 3 | 455 | 468 | −13 | 9  | Вихід до 1/8 фіналу |  | 73–77 | —     | 77–71  | 77–80 |
| 3   | Керавнос     | 6 | 3 | 3 | 437 | 463 | −26 | 9  | Вихід до 1/8 фіналу |  | 74–72 | 67–71 | —      | 89–72 |
| 4   | Монс-Ено     | 6 | 2 | 4 | 451 | 479 | −28 | 8  |                     |  | 84–65 | 81–85 | 62–67  | —     |

## Плей-оф
Проходив за двоматчевим форматом. При жеребкуванні переможці груп були сіяними, а другі місця — несіяними. Команди з однієї групи чи однієї країни не можуть зустрітися.

### 1/8 фіналу
Матчі пройшли 6 — 7 березня, матчі-відповіді зіграли 13 — 14 березня 2018.
| Команда 1 | Заг.    | Команда 2       | 1-й матч | 2-й матч |
| --------- | ------- | --------------- | -------- | -------- |
| Керавнос  | 123–148 | Нижній Новгород | 62–77    | 61–71    |
| Авелліно  | 151–142 | Цмокі-Мінськ    | 70–70    | 81–72    |
| Сассарі   | 153–155 | Ле-Портель      | 72–55    | 81–100   |
| Оостенде  | 147–161 | Морнар Бар      | 84–71    | 63–90    |
| Донар     | 179–145 | Університатя    | 103–76   | 76–69    |
| Вентспілс | 154–168 | Баккен Беарс    | 73–93    | 81–75    |
| Ювентус   | 163–152 | Альба Фехервар  | 87–74    | 76–78    |
| Венеція   | 169–139 | Керменд         | 83–51    | 86–88    |

### Чвертьфінали
Матчі пройшли 20 — 21 березня, матчі-відповіді зіграли 27 — 28 березня 2018.
| Команда 1    | Заг.    | Команда 2       | 1-й матч | 2-й матч |
| ------------ | ------- | --------------- | -------- | -------- |
| Венеція      | 176–170 | Нижній Новгород | 86–76    | 90–94    |
| Ювентус      | 145–162 | Авелліно        | 77–77    | 68–85    |
| Баккен Беарс | 156–148 | Ле-Портель      | 76–62    | 80–86    |
| Морнар Бар   | 147–168 | Донар           | 73–67    | 74–101   |

### Півфінали
Матчі пройшли 11 квітня, матчі-відповіді зіграли 18 — 19 квітня 2018.
| Команда 1 | Заг.    | Команда 2    | 1-й матч | 2-й матч |
| --------- | ------- | ------------ | -------- | -------- |
| Венеція   | 162–155 | Донар        | 82–72    | 80–83    |
| Авелліно  | 157–144 | Баккен Беарс | 75–72    | 82–72    |

### Фінал
Матчі пройшли 25 квітня та 2 травня 2018.
| Команда 1 | Заг.    | Команда 2 | 1-й матч | 2-й матч |
| --------- | ------- | --------- | -------- | -------- |
| Авелліно  | 148–158 | Венеція   | 69–77    | 79–81    |

| Єврокубок ФІБА 2017—2018 Чемпіон |
| -------------------------------- |
| Венеція 1-й титул                |